# 碧水会
碧水会（へきすいかい）は、かつて存在した参議院の院内会派。

## 概要
第25回参議院議員通常選挙で当選した元滋賀県知事の嘉田由紀子、元衆議院議員の永江孝子により結成。会派名の「碧」には青緑色の意味があり、青は永江、緑は嘉田のそれぞれのイメージカラー、「水」はそれぞれの選挙区に面する琵琶湖・瀬戸内海に由来する。会派の政策として、野党の共通政策をはじめ、女性の社会参画や子育て支援、西日本豪雨を踏まえた災害対策などに取り組むとしていた。
2022年8月31日、参議院に会派の解散を届け出て、受理された。嘉田は国民民主党会派への参加、永江は当面の間は無所属で活動する意思を表している。

## 所属議員
※2022年8月31日当時 参議院議員2名
| 参議院議員 | 参議院議員                      | 参議院議員               |
| ---------- | ------------------------------- | ------------------------ |
| 2025年改選 | 永江孝子 （1回・衆院1回、愛媛） | 嘉田由紀子 （1回、滋賀） |